# Карманов Двор
Карма́нов Двор (рос. Карманов Двор) — присілок у складі Нюксенського району Вологодської області, Росія. Входить до складу Городищенського сільського поселення.

## Населення
Населення — 32 особи (2010; 38 у 2002).
Національний склад (станом на 2002 рік):
- росіяни — 100 %